# Grupo OPSA

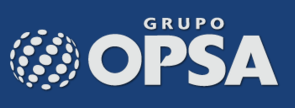
Logotipo de la Organización Publicitaria S.A.

Organización Publicitaria, S.A. (OPSA) es el grupo de medios localizado en Honduras, empezó con la marca La Prensa y de ahí se fue conformando por las marcas: El Heraldo, Diez, Estilo y Honduras Tips, entre otras. 

## Historia
El 26 de octubre de 1964 en una casa de adobe en la sexta Avenida, entre las calles 5 y 6, en dos linotipos de una máquina dúplex se imprime la primera edición de La Prensa, el periódico que cambiaría el periodismo en Honduras.
- 1966, La Prensa; que ya llega a las 32 páginas, marca un hito en la historia del periodismo centroamericano nombrando a Mirtha Torres de Mejía como la primera mujer con el cargo de redactora jefa.[1]
- 15 de junio de 1969, cientos de hondureños fueron atacados a insultos, golpes y piedras en el Estadio Flor Blanca durante un encuentro futbolístico entre Honduras y El Salvador. Estalló la guerra y el subjefe de Redacción de Prensa, Manuel Gamero, fue capturado en Nueva Ocotepeque bajo el cargo de espionaje. Gamero fue liberado el 7 de agosto del mismo año.[1]
- 19 de septiembre de 1969, la edición de La Prensa fue confiscada por los militares por órdenes del Capitán Amilcar Zelaya Rodríguez. Sólo un periódico se rescató gracias al ingenio de uno de los compaginadores. La Prensa permaneció cerrada. Alguno miembros del Consejo Administrativo se marcharon al exilio y los líderes sindicales organizadores de la famosa huelga del 69.[1]
- 15 de octubre de 1969, La Prensa volvió a publicarse después de permanecer censurada por los militares. Ese año también inauguró su propio edificio, donde actualmente opera.[1]
- 1979, el licenciado Jorge J. Larach funda en Tegucigalpa el diario El Heraldo. Su primer ejemplar fue impreso el 26 de noviembre de 1979.
- 12 de abril de 1985, fallece Jorge J. Larach fundador de la Prensa y El Heraldo.[1]
- 1992, La Prensa cambia de diseño su portada.
- 1996, La Prensa lanza su portal de internet.
- 2002, grupo OPSA adquiere la revista "Estilo". Rediseño del modelo gráfico de La Prensa y El Heraldo.
- 2003, se crea la UCTI (Unidad Corporativa de Tecnología e Información)
- 2010, Grupo OPSA realiza el relanzamiento de su imagen corporativa. Su nuevo logotipo se inspira en la globalización y la pluralidad que caracteriza a la diversidad de opciones publicitarias que ofrece el corporativo.[2]
- Octubre del 2010, grupo OPSA recibe un reconocimiento a sus altos estándares de trabajo a través del premio a la Calidad de la Impresión otorgado en Alemania por el "International Newspaper Quality Club".

## Cometido
Su misión es consolidarse como el grupo de medios líder de Honduras, que forma, informa y entretiene, a través de una plataforma multimedia de productos que satisfagan las preferencias de sus clientes y proveedores: logrando el adecuado retorno de las inversiones de sus accionistas, promoviendo el desarrollo y compromiso del talento humano para convertirse en una empresa de clase mundial.

## Censura y atentados
El 15 de junio de 1969 durante el partido en el cual se dio el origen de la llamada Guerra del Fútbol, fue capturado el subjefe de Redacción de la Prensa, Manuel Gamero, bajo el cargo de espionaje, y fue liberado el 7 de agosto. El 19 de septiembre de 1969, tres meses después de la llamada Guerra del Fútbol, el capitán Amilcar Zelaya Rodríguez ordenó confiscar el diario La Prensa. Estuvo censurada por los militares durante 26 días y volvió a publicarse el 15 de octubre de 1969 después de permanecer censurada por los militares. En 1969 su sede se traslada a su actual edificio.
En 1981 Estalla una bomba en el Nuevo edificio de diario La Prensa ocasionando algunos daños materiales. En 1986 vuelve a estallar otra bomba en las oficinas de La Prensa en Tegucigalpa.
El 24 de enero de 1982 es secuestrado y asesinado Jacobo J. Larach, hijo de Jorge J. Larach, aun así el departamento de redacciones recibió órdenes de su fundadores de no restar importancia a la toma de posesión Roberto Suazo Córdoba, el primer gobierno elegido democráticamente.  

## Tecnología
Grupo OPSA ha mejorado sus servicios incorporando nuevas tecnologías a través de su historia: 
En 1980 se reemplazan las máquinas de escribir por computadoras.  
Posteriormente en 1996 se lanza el primer portal de Internet del diario "La Prensa". 
En 2003 es lanzado el portal de diario "El Heraldo" y se crea la Unidad Corporativa de Tecnología e Información (UCTI). Grupo OPSA en encuentra entre las primeras diez empresas que más invierte en tecnología y capacitación en Honduras.
En 2014 el diario "La Prensa" en su versión digital inicia la sección “DATOS”, que cuenta con una gran variedad de temas y gráficos interactivos, incorporándose a la era del periodismo de datos.

## Noticias relevantes
- El pasado 29 de octubre de 2015 se llevó a cabo en la ciudad de Tegucigalpa, el lanzamiento oficial de la revista ¡HOLA! HONDURAS. Este evento es el producto de una alianza estratégica entre el Grupo OPSA y el Grupo CERCA quienes traen al mercado hondureño la más prestigiosa e importante revista de sociedad a nivel mundial [...].[4]

- Ante las acusaciones de una presunta conspiración en contra de su Gobierno, lanzada por el presidente Constitucional de Honduras, Porfirio Lobo, Grupo OPSA puntualiza lo siguiente: En una democracia, los medios de comunicación social son los llamados a jugar un rol de interlocutores entre la sociedad y sus gobernantes [...].[5]

## Marcas
Las marcas dentro de grupo OPSA incluyen:
- Diario La Prensa,[6]
- Diario El Heraldo,
- Diario deportivo Diez,
- Revista deportiva Diez.
- Revistas Estilo,  Estilo Viajes, Estilo Novias, Estilo Casas, Estilo Gourmet y Estilo Teen.
- Revista bianual de viajes Honduras Tips,
- Revista Hola Honduras.
- GO TV.